# Chaetodon octofasciatus
El pez mariposa de ocho franjas (Chaetodon octofasciatus) es una especie de pez mariposa del género Chaetodon. 
Es llamado como se ha dicho porque, efectivamente, su cuerpo está dividido por ocho franjas negras (siete en el cuerpo y una cruzando el hocico) y un borede negro sore las aletas dorsal y caudal, y el resto es amarillento, grisáceo o blanquecino. Presenta 10 a 12 espinas dorsales y 3 a 4 caudales. Alcanza hasta 12 cm de longitud.
Se distribuye por las costas de los Océanos Índico y Pacífico. Se puede encontrar desde la Indiay China, hasta Papúa Nueva Guinea, las islas Salomón, Palau y principalmente en la Gran Barrera de Coral. Vive en los arrecifes de coral, principalmente Acropora, entre los 3 y 20 m de profundidad. Se alimenta exclusivamente de pólipos de coral.